# منتخب بوروندي لكرة القدم
منتخب بوروندي لكرة القدم ملقب بالسنونو وهو المنتخب الوطني في بوروندي ويديره اتحاد بوروندي لكرة القدم . لم يسبق له التأهل إلى نهائيات كأس العالم، بيد أنه إلى كأس الأمم الإفريقية مرة واحدة عام كأس الأمم الإفريقية 2019.

## وصلات خارجية
- قائمة بيانات المنتخب من الموقع الرسمي للفيفا باللغة العربية